# Aberconwy House
Aberconwy House på 2 Castle Street i Conwy, Wales er et middelalderligt købmandshus, og ét af de ældst ehue i Wales. Det blev opført i 1400-tallet, og det er det ene af de to historiske købmandshuse, som er bevaret i byen (det andet er Plas Mawr). Det er en listed building af første grad. Det drives af National Trust.
Dendrokronologiske undersøgelser viser, at det sandsynligvis blev opført 1417-1420.